# Châteldon
Pour les autres significations, voir Châteldon (eau minérale).
Châteldon est une commune française située dans le département du Puy-de-Dôme, en région Auvergne-Rhône-Alpes. Elle est adhérente du parc naturel régional Livradois-Forez.

## Géographie

### Localisation
Le village de Châteldon est situé au nord-est du département du Puy-de-Dôme, à l'écart de la route principale de Vichy à Thiers.
Ses communes limitrophes sont :
| Ris           |           | Lachaux                  |
|               | Châteldon |                          |
| Puy-Guillaume |           | Saint-Victor-Montvianeix |

### Hydrographie
La commune est traversée par le Vauziron, sous-affluent de la Dore long de 14,4 km. Ce ruisseau a deux affluents, le ruisseau dit de Terrasson, long de 3,3 km, et le ruisseau de la Chasserelle, de 4 km, coulant exclusivement dans la commune.

### Voies de communication et transports

#### Voies routières
Le territoire communal est traversé par les routes départementales 43 (desservant le lieu-dit Rongère Montagne), 59 (depuis Randan et Ris-Gare), 63 (de Puy-Guillaume à Lachaux), 113 (reliant Ris au centre du village et à Rongère-Montagne), 330 et 342.

#### Transports en commun
La commune est desservie par les lignes P55 (Puy-Guillaume – Châteldon – Vichy) et P56 (Châteldon – Thiers) du réseau interurbain du Puy-de-Dôme appelé Cars Région Puy-de-Dôme, cette dernière ligne assurant les services scolaires à destination des écoles de Thiers.

### Climat
Pour des articles plus généraux, voir Climat d'Auvergne-Rhône-Alpes et Climat du Puy-de-Dôme.
En 2010, le climat de la commune est de type climat des marges montargnardes, selon une étude du Centre national de la recherche scientifique s'appuyant sur une série de données couvrant la période 1971-2000. En 2020, Météo-France publie une typologie des climats de la France métropolitaine dans laquelle la commune est exposée à un climat de montagne ou de marges de montagne et est dans la région climatique  Nord-est du Massif Central, caractérisée par une pluviométrie annuelle de 800 à 1 200 mm, bien répartie dans l’année. 
Pour la période 1971-2000, la température annuelle moyenne est de 10,9 °C, avec une amplitude thermique annuelle de 16,4 °C. Le cumul annuel moyen de précipitations est de 935 mm, avec 11,6 jours de précipitations en janvier et 8,9 jours en juillet. Pour la période 1991-2020, la température moyenne annuelle observée sur la station météorologique de Météo-France la plus proche, « Mayet-de-Montagne », sur la commune du Mayet-de-Montagne à 16 km à vol d'oiseau, est de 10,9 °C et le cumul annuel moyen de précipitations est de 979,2 mm,. Pour l'avenir, les paramètres climatiques de la commune estimés pour 2050 selon différents scénarios d'émission de gaz à effet de serre sont consultables sur un site dédié publié par Météo-France en novembre 2022.

## Urbanisme

### Typologie
Au 1er janvier 2024, Châteldon est catégorisée commune rurale à habitat dispersé, selon la nouvelle grille communale de densité à sept niveaux définie par l'Insee en 2022.
Elle est située hors unité urbaine et hors attraction des villes,.

### Occupation des sols
L'occupation des sols de la commune, telle qu'elle ressort de la base de données européenne d’occupation biophysique des sols Corine Land Cover (CLC), est marquée par l'importance des forêts et milieux semi-naturels (75,8 % en 2018), une proportion sensiblement équivalente à celle de 1990 (76,5 %). La répartition détaillée en 2018 est la suivante : forêts (75,8 %), prairies (22,1 %), zones urbanisées (1,1 %), zones agricoles hétérogènes (1 %). L'évolution de l’occupation des sols de la commune et de ses infrastructures peut être observée sur les différentes représentations cartographiques du territoire : la carte de Cassini (XVIIIe siècle), la carte d'état-major (1820-1866) et les cartes ou photos aériennes de l'IGN pour la période actuelle (1950 à aujourd'hui).

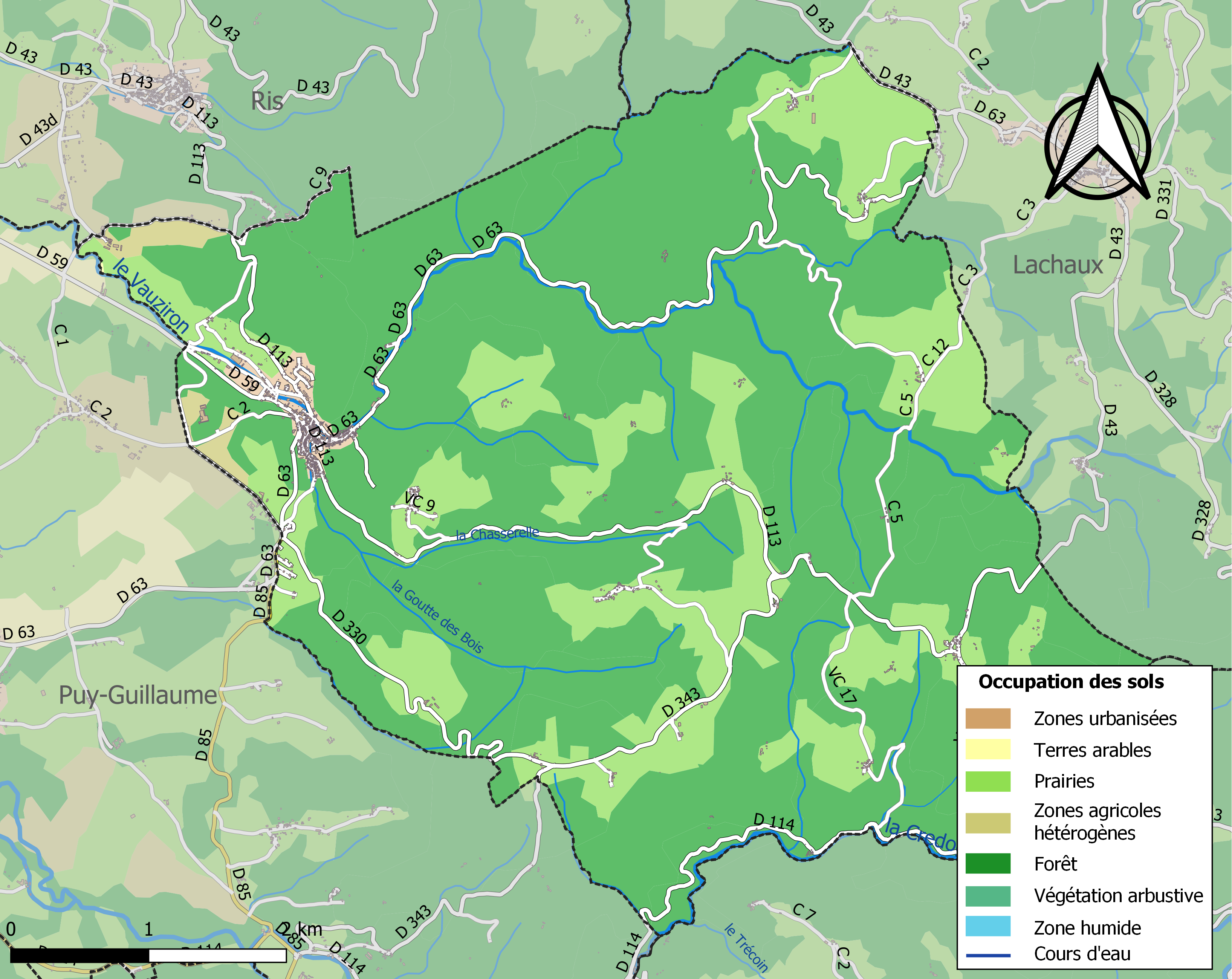
Carte des infrastructures et de l'occupation des sols de la commune en 2018 (CLC).

### Risques naturels et technologiques
La commune est soumise aux risques de feu de forêt, de phénomènes liés à l'atmosphère et à des phénomènes météorologiques, ainsi qu'au risque sismique de niveau 3. Elle a élaboré un DICRIM.
Le Vauziron a connu une crue en mai 2012.

## Toponymie
Son nom est Chastel Adon dans les langues régionales locales. Châteldon est, en effet, situé au point de jonction de trois aires linguistiques : l'auvergnat (occitan) au sud dont il forme l'extrémité nord-est, le bourbonnais du Croissant (langue de transition oc / oïl) dès la bordure nord de la commune (Lachaux, Ris) et le francoprovençal un peu plus loin à l'est.

## Histoire
Sous l'Ancien Régime, Châteldon faisait partie de la châtellenie de Billy dans le Bourbonnais. Béatrix de Châteldon (née vers 1150) épouse  Guillaume III de Montluçon, seigneur de Montluçon, Saint-Julien (Saint-Julien-le-Châtel), Saint-Gérand-le-Puy. Son fils Guillaume IV est seigneur de Montluçon et de Châteldon et fait hommage pour Châteldon au comte d'Auvergne. Il meurt sans postérité et son frère Archambaud de Saint-Gérand transporte, en août 1200, la suzeraineté de Châteldon au sire de Bourbon[réf. nécessaire].
Au XIVe siècle, le bourg, beaucoup plus peuplé qu'aujourd'hui, connaissait une grande activité économique : couteliers, papetiers et tanneurs faisaient sa richesse. En 1344, Philippe VI de Valois autorise l'établissement d'un marché hebdomadaire à Châteldon.
On attribue à Gilles II Aycelin de Montaigut la construction de l'enceinte de Châteldon devant la menace anglaise de plus en plus prégnante après la bataille de Crécy. En 1348, la ville est frappée par la peste noire. Gilles II ordonne une procession expiatoire : lui-même se met en tête, pieds nus, la corde au cou, en chemise, un cierge à la main. C'est de cette époque que l'on date le déclin du bourg.
En 1433, à l'époque où le routier Rodrigue de Villandrando était seigneur de Châteldon, une bande de pillards anglo-bourguignons fit le siège du château et il en resta une chanson patoise : 
Do tandis que Villandrandon 

Commedave Chateldon 

Don Ingles cheu nous vainguiton 

Ma è fitou chi ben battus 

Que jamais n’y sont pu vingu
Du temps que Villandrado

Commandait à Châteldon

Les Anglais vinrent chez nous 

Mais ils furent si bien battus 

Qu’ils n’y sont plus jamais venus
D’après la tradition, le chef anglais aurait été tué au lieu-dit la Mort Gate.
Philippe de Vienne, seigneur de Listenois, marié à Péronelle, fille de Jean de Chazeron, est seigneur de Châteldon. Leur fille unique, Anne de Vienne, dame de Listenois, s'est mariée en 1462 avec son cousin, Jean de Vienne, seigneur de Montby. Ils ont fait construire, à partir de 1463, le couvent des Cordeliers de Châteldon dédié à saint François. Philippe de Vienne et sa femme font faire leur sépulture dans ce couvent. L'église est consacrée en 1472. Le couvent pouvait accueillir 12 religieux. En 1503, il ne restait que 6 cordeliers. De nombreuses donations sont faites au couvent, mais le nombre de religieux continue à diminuer. Bertrand de Marillac supérieur du couvent en est tiré pour devenir évêque de Rennes. La Commission des réguliers décide de supprimer le couvent en 1774, mais des plaintes faites auprès du prince de Condé, montrant son utilité, ont permis de sauver le couvent. Il disparaît en 1791,.
En 1746, une épidémie de peste vint frapper les habitants en raison des miasmes produits par les rizières que M. Hébert, seigneur du bourg, avait fait semer au lieu-dit Les Baraques, dans la vallée du Vauziron[réf. nécessaire].
La viticulture était importante et Châteldon produisit du vin jusqu'au début du XXe siècle.
Au début du XIXe siècle, un établissement thermal est construit, la saison allant du 15 mai au 15 septembre. Il reçoit environ 150 baigneurs par an.
Lors du coup d'État du 2 décembre 1851 de Louis-Napoléon Bonaparte, les républicains envahissent la mairie de Thiers ; des Châteldonnais qui participent à cette action seront déportés en Algérie française au camp de Douera où certains décéderont.
Signalé dans de nombreux guides, le bourg demeure pittoresque, attirant les curistes de Vichy, très à la mode sous le Second Empire. Il possède encore de nombreuses maisons médiévales qui seront détruites entre 1880 et 1910. Des peintres y séjournent comme Hubert Clerget (1818 - 1899), Jean-Joseph Bellel et Rudolf Ribarz.

### Seconde Guerre mondiale
Pendant la Seconde Guerre mondiale Pierre Laval, chef du gouvernement de Vichy, natif de Châteldon, habita de 1940 à 1944 au château qu'il avait acheté en 1931. Il pouvait ainsi se rendre facilement à Vichy situé à une vingtaine de kilomètres. Tous les matins, il quittait Châteldon vers 9 heures dans un convoi de trois voitures (pour éviter un attentat, il montait indifféremment dans l'une des trois). Dans la nuit du 16 au 17 septembre 1943, de la dynamite fut dissimulée sous un tas de sable sur la route de Châteldon, mais la tentative d'attentat fut découverte.
Durant cette période, malgré les lois antisémites promulguées par le gouvernement de Vichy, des familles juives habitèrent Châteldon sans être inquiétées.
Le 20 avril 1944 la Gestapo dirigée par Geissler, chef de la Gestapo de Vichy, arrête des résistants à Ris, Lachaux et à Châteldon. À Châteldon sont arrêtés Clément Dassaud, Louis Duclos, Victor Parraud.
Le 8 août 1944, Pierre Laval, avec sa fille Josée, quitte Châteldon pour Paris afin de tenter une ultime manœuvre politique pour barrer la route aux gaullistes et communistes. Dans la nuit du 17 août, il est amené, malgré ses protestations, par les Allemands à Belfort puis à Sigmaringen dans le Sud-Ouest de l'Allemagne avec sa femme.
L'essentiel des groupes mobiles de réserve (GMR) et du GSP Groupe Spécial de Protection cantonnés au village l'ont quitté. Une partie des GMR passe avec son chef Bessaudon au maquis.
Le 16 août 1944, vers 15 heures un groupe des Forces françaises de l'intérieur (FFI) sous les ordres du commandant Victoire arrive au village pour récupérer le stock d’armes laissé par les GMR. Il est demandé à ceux sur place de rejoindre la Résistance ou de rester neutres. Peu après, quatre camions allemands avec environ 80 hommes du SS-Panzergrenadier-Ausbildungs-Bataillon.18, prévenus par le SD (service de renseignement de la SS) de Vichy en provenance de Saint-Yorre, arrivent sur place. L’affrontement commence, des Allemands tirent du clocher de l'église. Les tirs fusent, un civil est tué par les Allemands, les FFI sur les hauteurs utilisent des mortiers, plusieurs Allemands se réfugient au château. Le château est sous le tir des armes automatiques. Après plusieurs heures de combat autour de 21 h les Allemands se replient vers leurs camions sur la route de Puy-Guillaume pour regagner Thiers. Les pertes allemandes sont de six morts (un officier et cinq hommes) et 22 blessés. Le groupe Victoire quitte aussi Châteldon. L'intérieur du château a été saccagé, objets et meubles détruits et la responsabilité de cette action est attribuée selon les uns aux Allemands et selon les autres aux FFI, mais les cinq otages retenus au château témoigneront en faveur des FFI.

## Politique et administration

### Découpage territorial
La commune de Châteldon est membre de la communauté de communes Thiers Dore et Montagne, un établissement public de coopération intercommunale (EPCI) à fiscalité propre créé le 1er janvier 2017 dont le siège est à Thiers. Ce dernier est par ailleurs membre d'autres groupements intercommunaux. De 2010 à 2016, elle faisait partie de la communauté de communes entre Allier et Bois Noirs.
Sur le plan administratif, elle est rattachée à l'arrondissement de Thiers, à la circonscription administrative de l'État du Puy-de-Dôme et à la région Auvergne-Rhône-Alpes. Jusqu'en mars 2015, elle faisait partie du canton de Châteldon dont elle était chef-lieu.
Sur le plan électoral, elle dépend du canton de Maringues pour l'élection des conseillers départementaux, depuis le redécoupage cantonal de 2014 entré en vigueur en 2015, et de la cinquième circonscription du Puy-de-Dôme pour les élections législatives, depuis le dernier découpage électoral de 2010.

### Élections municipales et communautaires

#### Élections de 2020
Le conseil municipal de Châteldon, commune de moins de 1 000 habitants, est élu au scrutin majoritaire plurinominal à deux tours avec candidatures isolées ou groupées et possibilité de panachage. Compte tenu de la population communale, le nombre de sièges à pourvoir lors des élections municipales de 2020 est de 15. La totalité des quinze candidats en lice est élue dès le premier tour, le 15 mars 2020, avec un taux de participation de 52,58 %.

#### Chronologie des maires
| Période           | Période                   | Identité                                   | Étiquette   | Qualité |
| ----------------- | ------------------------- | ------------------------------------------ | ----------- | --- |
| septembre 1790    |                           | Jean-Baptiste Couher                       |             | |
| octobre 1792      |                           | Louis Chabrier                             |             | |
| décembre 1793     |                           | Jean-Baptiste Quissac                      |             | |
| 29 juin 1800      | 10 juin 1810              | Michel Delaire                             |             | |
| 11 juin 1810      | 4 juin 1815               | Hugues Debrit                              |             | |
| 5 juin 1815       | septembre 1815            | Ducher notaire                             |             | |
| 11 septembre 1815 | 1818                      | Hugues Debrit                              |             | |
| 12 septembre 1818 | 30 septembre 1840         | Gras                                       |             | |
| 30 septembre 1840 | 1848                      | Adrien François Marie Rullet de la Murette |             | |
| 3 février 1881    |                           | Joseph Claussat père                       | Républicain | Conseiller général (1883-1895) |
| mai 1891          |                           | Antoine Planche                            |             | |
| mai 1896          |                           | Pierre Rivet-Servagnet (1849-1924)         |             | Chef d'entreprise, entrepreneur en maçonnerie en 1876, négociant en bois et écorces                                                               |
| mai 1908          |                           | Joseph Claussat                            | SFIO        | Député (1911-1925) Conseiller général (1907-1925)                                                                                                 |
| 27 décembre 1925  |                           | Jean Pouzier                               |             | |
| 7 mars 1926       |                           | Léon Seneque                               |             | |
| mai 1929          |                           | Victor Rivet                               |             | |
| juillet 1940      |                           | Charles Cocurat                            |             | |
| 31 mars 1964      |                           | Victor Ducher                              |             | |
| 14 mars 1965      | date non connue           | René Verdier                               | SFIO-PS     | Conseiller général (1966-1970) |
| 13 janvier 1978   | mars 1989                 | Genest Fradin                              | PS          | Conseiller général (1983-1988) |
| mars 1989         | date non connue           | Jean-Paul Dassaud                          |             | |
| mai 1997          | En cours (au 9 août 2020) | Tony Bernard,                              | PS puis PG  | Président du parc naturel régional Livradois-Forez (2008-2020) Président de la communauté de communes Thiers Dore et Montagne Président du SM-TUT |

## Population et société

### Démographie

#### Évolution de la population
L'évolution du nombre d'habitants est connue à travers les recensements de la population effectués dans la commune depuis 1793. Pour les communes de moins de 10 000 habitants, une enquête de recensement portant sur toute la population est réalisée tous les cinq ans, les populations de référence des années intermédiaires étant quant à elles estimées par interpolation ou extrapolation. Pour la commune, le premier recensement exhaustif entrant dans le cadre du nouveau dispositif a été réalisé en 2007.

En 2022, la commune comptait 752 habitants, en évolution de −2,97 % par rapport à 2016 (Puy-de-Dôme : +2,1 %, France hors Mayotte : +2,11 %).
| 1793  | 1800  | 1806  | 1821  | 1831  | 1836  | 1841  | 1846  | 1851  |
| ----- | ----- | ----- | ----- | ----- | ----- | ----- | ----- | ----- |
| 1 547 | 1 587 | 1 588 | 1 634 | 1 733 | 1 732 | 1 691 | 1 760 | 1 826 |

| 1856  | 1861  | 1866  | 1872  | 1876  | 1881  | 1886  | 1891  | 1896  |
| ----- | ----- | ----- | ----- | ----- | ----- | ----- | ----- | ----- |
| 1 874 | 1 838 | 1 902 | 1 900 | 1 946 | 1 933 | 2 074 | 2 099 | 2 064 |

| 1901  | 1906  | 1911  | 1921  | 1926  | 1931  | 1936  | 1946  | 1954  |
| ----- | ----- | ----- | ----- | ----- | ----- | ----- | ----- | ----- |
| 1 984 | 1 918 | 1 885 | 1 892 | 1 557 | 1 561 | 1 568 | 1 743 | 1 315 |

| 1962  | 1968  | 1975 | 1982 | 1990 | 1999 | 2006 | 2007 | 2012 |
| ----- | ----- | ---- | ---- | ---- | ---- | ---- | ---- | ---- |
| 1 207 | 1 101 | 953  | 916  | 840  | 737  | 750  | 752  | 778  |

| 2017 | 2022 | - | - | - | - | - | - | - |
| ---- | ---- | - | - | - | - | - | - | - |
| 773  | 752  | - | - | - | - | - | - | - |

#### Indicateurs démographiques
Sur la période 1999-2010, la commune a enregistré un taux annuel moyen de variation positif de 0,3 %. Le taux de natalité est de 10,4 ‰ et celui de mortalité est de 16,3 ‰.

#### Pyramide des âges
En 2018, le taux de personnes d'un âge inférieur à 30 ans s'élève à 27,4 %, soit en dessous de la moyenne départementale (34,2 %). À l'inverse, le taux de personnes d'âge supérieur à 60 ans est de 34,4 % la même année, alors qu'il est de 27,9 % au niveau départemental.
En 2018, la commune comptait 382 hommes pour 390 femmes, soit un taux de 50,52 % de femmes, légèrement inférieur au taux départemental (51,59 %).
Les pyramides des âges de la commune et du département s'établissent comme suit.
| Hommes | Classe d’âge | Femmes |
| ------ | ------------ | ------ |
| 0,3    | 90 ou +      | 1,8    |
| 7,1    | 75-89 ans    | 11,9   |
| 25,2   | 60-74 ans    | 22,4   |
| 21,3   | 45-59 ans    | 20,0   |
| 18,3   | 30-44 ans    | 17,1   |
| 12,3   | 15-29 ans    | 10,7   |
| 15,6   | 0-14 ans     | 16,2   |

| Hommes | Classe d’âge | Femmes |
| ------ | ------------ | ------ |
| 0,7    | 90 ou +      | 2,1    |
| 7,4    | 75-89 ans    | 10,2   |
| 17,7   | 60-74 ans    | 18,6   |
| 20,2   | 45-59 ans    | 19,2   |
| 18,4   | 30-44 ans    | 17,4   |
| 18,6   | 15-29 ans    | 17,2   |
| 17     | 0-14 ans     | 15,3   |

### Enseignement
Châteldon dépend de l'académie de Clermont-Ferrand. Elle gère l'école élémentaire publique George-Sand.
Les élèves poursuivent leur scolarité au collège de Puy-Guillaume puis à Thiers, au lycée Montdory pour les filières générales et STMG ou à Jean-Zay pour les filières générales et STI2D.

## Culture et patrimoine

### Lieux et monuments

#### Patrimoine religieux
- Église Saint-Sulpice du XVe siècle[50] qui fait l’objet d’une inscription au titre des monuments historiques depuis le 10 novembre 1925[51].

A l'intérieur se trouvent plusieurs statues et tableaux dont une ".Déploration de la Vierge" par un élève de Anne-Louis Girodet le peintre Léonard Poyet (30/4/1798 Paris-22/4/1857 Genève). La chaire sculptée est l'œuvre d'un ébéniste local Claude Poyet.
La voûte de la chapelle latérale droite sera décorée en 1953 d'une annonciation par l'artiste vichyssoise Josette Leca Bournet depuis blanchie.

#### Patrimoine civil

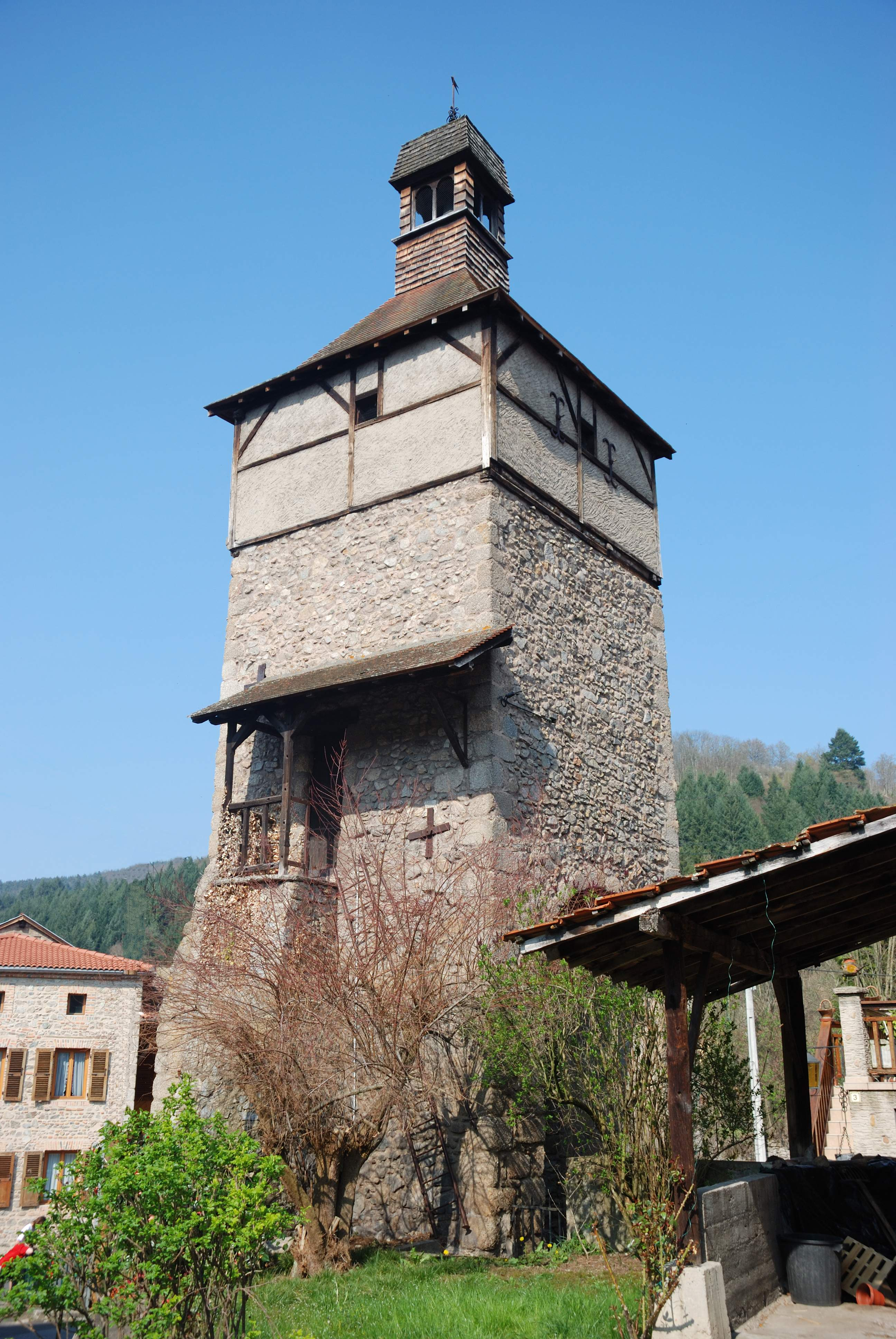
Le beffroi, porte de la ville au XIVe siècle.

- Château de Châteldon date du XIIe siècle. Il fait l’objet d’une inscription au titre des monuments historiques depuis le 17 juillet 1926[52]. Il appartient à la fondation Josée-et-René-de-Chambrun.
- Beffroi des XIVe et XVIe siècles qui fait l’objet d’une inscription au titre des monuments historiques depuis le 17 juillet 1926[53].

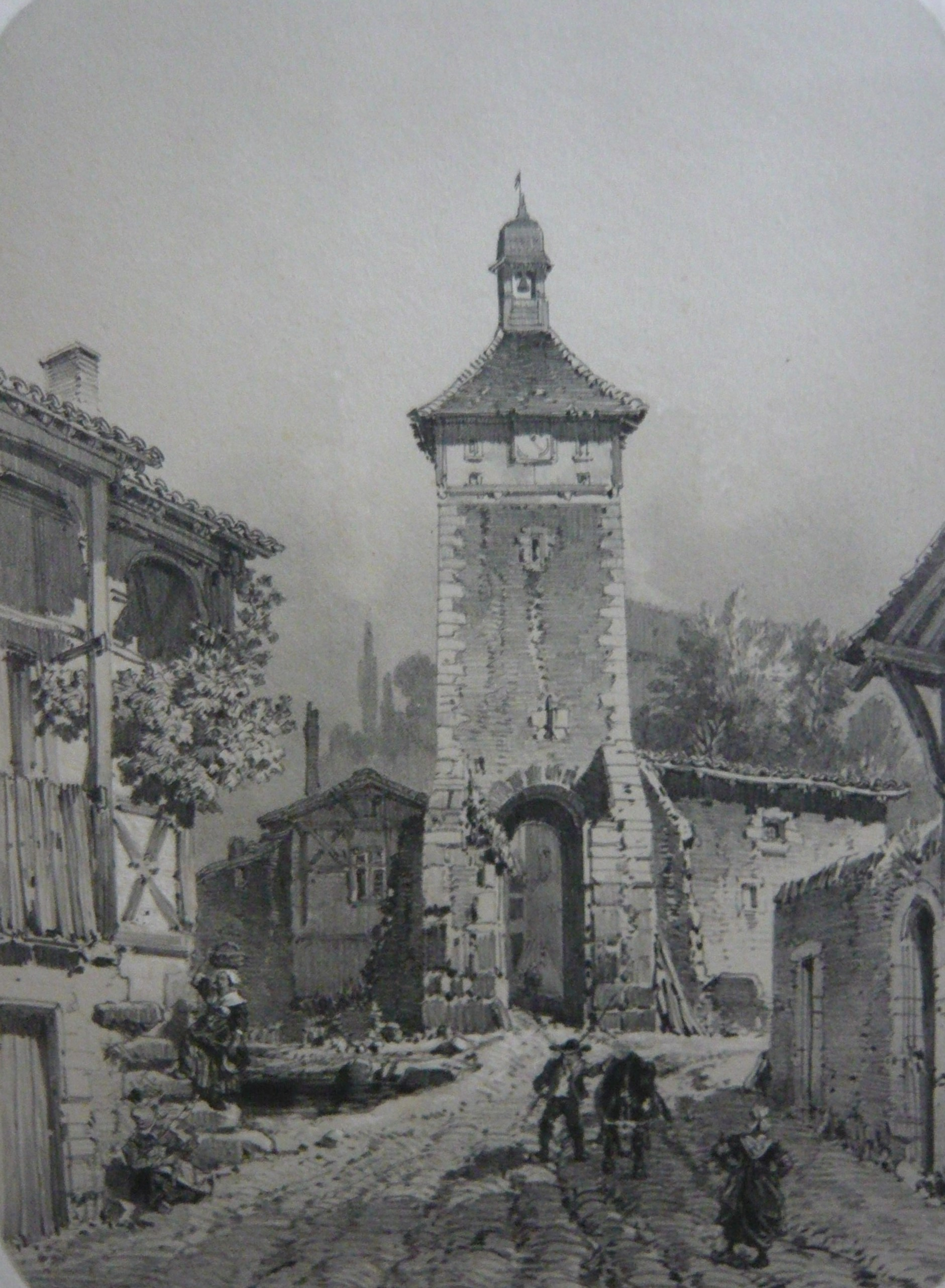
Dessiné par Ch. Bour gravé par H Clerget Publié par Talbot vers 1850

- Maisons anciennes.
  - Maisons de Vignerons du 4e quart du XVIIe siècle ; XVIIIe siècle; 1er quart du XIXe siècle qui fait l’objet d’une inscription au titre des monuments historiques depuis le 25 octobre 2000[54].
  - Maison Sergentale qui fait l’objet d’une inscription au titre des monuments historiques depuis le 10 décembre 1926[55].
  - Immeuble (ou maison) : vantaux de la porte du XVIIIe siècle qui fait l’objet d’un classement au titre des monuments historiques depuis le 1er juillet 1959[56].
  - Maison à pans de bois à étage en encorbellement du XVe siècle qui fait l’objet d’une inscription au titre des monuments historiques depuis le 5 mars 1959[57].
  - Maison du XVIe siècle qui fait l’objet d’une inscription au titre des monuments historiques depuis le 12 mars 1959[58].
- Autres édifices
  - Croix du village de Gironde du XVIIe siècle qui fait l’objet d’une inscription au titre des monuments historiques depuis le 11 juillet 1942[59].

#### Patrimoine culturel

##### L'eau minérale de Châteldon
Châteldon est connue pour sa célèbre eau minérale naturellement gazéifiée. Elle fut la première eau minérale exploitée en France et la tradition veut qu'elle fut transportée par bonbonnes à la cour de Louis XIV à Versailles. Cette eau est renommée pour ses propriétés diurétiques et digestives, riche en potassium, sodium et fluor, Châteldon est une eau bicarbonatée. En France, on trouve l’eau de Châteldon dans les grands hôtels et restaurants, chez certains cavistes et dans des épiceries fines. Il est dit qu'en 1650, le premier médecin du roi, Guy-Crescent Fagon, vante les vertus de Châteldon auprès de Louis XIV. La phrase est restée dans les mémoires : « Les eaux de Châteldon guériront votre Majesté quelquefois, la soulageront souvent et la consoleront toujours. » Le marketing de la marque a d'ailleurs repris cette année sur l'étiquette de la bouteille. Mais en 1650, Fagon né en 1638 n'avait que 12 ans. Un historien local, Maurice Sarazin, dans un travail de recherche publié dans la revue Les Cahiers bourbonnais indique que les propriétés curatives de l'eau de Châteldon n'auraient été découvertes que vers 1770 par Jean-Baptiste Desbrest. Originaire de la région, celui-ci publia un Traité des eaux minérales de Chateldon, de celles de Vichy et de Haute-Rive en 1778.
En 1931, Pierre Laval acheta le château de Châteldon à la famille Sénèque, et les eaux à la famille Debrest en 1933. Il s’employa à développer l’activité des sources au faible débit. L’eau était commercialisée sous l’appellation Sergentale et c'est Louis Armand alors ingénieur aux Mines de Clermont-Ferrand qui lui donna une autorisation d’exploiter. Les bouteilles à capsule jaune et verte étaient peu connues du public français. Par son entregent, Pierre Laval réussira à la placer dans des lieux prestigieux. Grâce à Jacques Bardoux, grand-père de Valéry Giscard d'Estaing et administrateur de la Compagnie générale de navigation, Laval place la Sergentale sur les transatlantiques français. On en boit aussi dans les trains, par un accord passé avec la Compagnie internationale des wagons-lits.

### Châteldon dans les arts
Signalé dans de nombreux guides, le bourg demeure pittoresque, attirant les curistes de Vichy, très à la mode sous le Second Empire. A l'époque, il possède encore de nombreuses maisons médiévales qui seront détruites entre 1880 et 1910. Des peintres et illustrateurs le visitent régulièrement et fourniront des dessins pour des illustrations à des revues comme Le Monde illustré (Paris) ou le Journal des voyages. C'est la mode du tourisme et d'ouvrages sur les monuments de province lancés par le baron Taylor et Charles Nodier ; Pierre Frédéric Lehnert fournit plusieurs planches pour L'Ancienne Auvergne et le Velay. D'autres artistes y séjournent comme Hubert Clerget (1818 - 1899), Jean-Joseph Bellel, Rudolf Ribarz et Adrien Dauzats. A la fin du XIXe et début XXe siècle, de nombreux artistes continuent de visiter le village comme Alphonse Osbert, l'impressionniste Henri Rouart, le graveur Paul Devaux.
Cette tradition est maintenue par des expositions qui accueillent chaque été des artistes, peintres photographes dans la vieille pharmacie.

### Personnalités liées à la commune

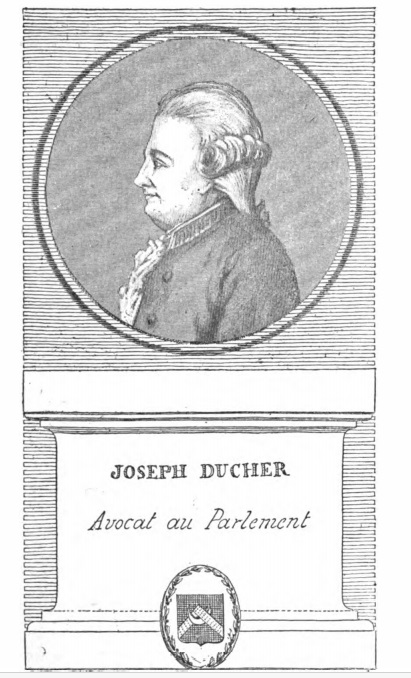
Joseph Ducher.

- Jean Drasfumel, né à Châteldon en 1738, combattant de la Guerre d'Indépendance américaine engagé en 1763 au régiment d'artillerie de Metz.
- Gaspard Joseph Amand Ducher (16 juillet 1744, Châteldon-1804 Lagny) : fils d'Antoine Ducher, notaire de Châteldon et de Marguerite de Fougerolles. Avocat au parlement de Paris et juriconsulte. Après des études au collège de jésuites de Toulouse, il rentre dans la vie civile lors de la suppression de l’ordre. Il publie, en 1781, son précis Coutumes générales et locales du Bourbonnais. En 1785, il est vice-consul aux États-Unis à New-York et Portsmouth et publie un Traité des lois commerciales et Tarifs des divers États de l’Union. En 1790 de retour en France il travaille aux Affaires Étrangères et le 2 frimaire an II la Convention nationale fait imprimer son projet des codes des Douanes. Il meurt au début de l’année 1804 à Lagny alors qu’il venait d’être nommé ambassadeur à Copenhague[63].
- Pierre Laval (1883-1945), homme politique français, responsable de la Collaboration avec l'Allemagne nazie, est né à Châteldon ; son épouse, Jeanne Laval (1888-1959), née Claussat, était originaire du village.
- René Lucot  y séjourna avec sa famille  à la Villa Gabrielle qui appartenait a son frere Edmond sous l'Occupation ( voir les nombreuses mentions dans les livres de son fils Hubert Lucot)
- Benezet Vidal (1877-1951), écrivain de langue occitane. Il réside plusieurs années à Châteldon où il rédige son roman Flors de Montanha et son recueil de poèmes Vauziron[64].
- Joseph Claussat (1846-1910), père de Jeanne Laval, maire de Châteldon et conseiller général du Puy-de-Dôme.
- Joseph Claussat (1874-1925), fils du précédent et frère de Jeanne, également maire de Châteldon et député socialiste.
- Ernest Laroche (1887-1962), né à Châteldon, député du Puy-de-Dôme.
- Josette Bournet (1905-1962) artiste peintre
- Arlette Tournaire (1913-2000), scientifique française, présida le programme français de fusées-sondes ; épouse d'Étienne Vassy. Professeur agrégée de physique en 1935 à la Sorbonne, elle est la fille de Pierre Tournaire (17 mai 1884, Puy-Guillaume - 22 octobre 1973, Paris), cousin germain de Pierre Laval, professeur agrégé de mathématiques et de Jeanne Vitrac. Son grand-père, Étienne Tournaire, était le boulanger de Châteldon.

### Héraldique
Armes de la ville de Châteldon, adoptées le 2 décembre 1958 :

« De gueules au château à trois tours crénelées d’argent posé sur un mont du même mouvant de la pointe, le château chargé d’un écusson de sable, à trois têtes de lion arrachées d’or, lampassées de gueules, posées (qui est Aycelin) »

C’est le 2 décembre 1958, que Messieurs Roger Seve, directeur des services des Archives du Puy-de-Dôme, et Robert Louis, artiste héraldiste, dessinateur symboliste des services officiels, proposent à Charles Cocurat maire, et au conseil municipal, le blason de la ville de Châteldon. La description héraldique est : De gueules au château à trois tours crénelées d'argent posé sur un mont du même mouvant de la pointe, le château chargé d’un écusson de sable, à trois têtes de lion arrachées d'or, lampassées de gueules, posées.
Pour la composition du blason, il a été tenu compte à la fois du nom de la commune et d'un élément de son histoire. On a fait allusion à une étymologie proposée pour le nom de la commune Castel-lo-dunum (nom du château) en mettant sur-le-champ un mont portant un château. On a utilisé les armoiries de la famille des Aycelin qui en furent longtemps seigneurs au Moyen Âge et portaient de sable à trois têtes de lion arrachées d'or, lampassées de gueules, posées 2 et 1.

### Langue locale
Châteldon, s'inscrivant historiquement dans le système linguistique de l'occitan auvergnat fait partie du sous-dialecte du parler thiernois et en forme sa limite nord.